# الشبيلي (الملاجم)

تعديل مصدري - تعديل

الشبيلي هي إحدى قرى عزلة ال غشام الملاجم بمديرية الملاجم التابعة لمحافظة البيضاء، بلغ تعداد سكانها 185 نسمة حسب تعداد اليمن لعام 2004.